# Mooskirchen
Mooskirchen é um município da Áustria, situado no distrito de Voitsberg, no estado da Estíria. Tem 17,97 km² de área e sua população em 2019 foi estimada em 2.198 habitantes.